# Zorro (serie de televisión de 2024)
Zorro es una serie española de televisión por internet de acción y drama histórico, creada y escrita por Carlos Portela para Prime Video, basada en el personaje del mismo nombre originalmente creado por el autor estadounidense Johnston McCulley en 1919. Está protagonizada por Miguel Bernardeau como el personaje homónimo, acompañado de un reparto formado por Renata Notni, Dalia Xiuhcoatl, Emiliano Zurita, Andrés Almeida, Cuauhtli Jiménez, Elia Galera, Paco Tous, Rodolfo Sancho, Cristo Fernández, Francisco Reyes, Luis Tosar, Ana Layevska y Cecilia Suárez. Tiene como banda sonora principal al cantante colombiano Juanes y al cantante mexicano Carín León. Se estrenó en Prime Video en Estados Unidos y Latinoamérica el 19 de enero de 2024, mientras que en España se estrenó el 25 de enero de 2024.

## Trama
Diego de la Vega (Miguel Bernardeau) es elegido para ser el nuevo Zorro, pero su único propósito es desenmascarar a los asesinos de su padre y llevarlos ante la justicia. A medida que asume el papel de Zorro, Diego no solo lucha por la justicia en Los Ángeles, sino que también descubre los desafíos de ser un héroe y cómo su papel afecta a California en el siglo XIX.

## Reparto

### Principal
- Miguel Bernardeau como Diego de la Vega
- Renata Notni como Lolita Márquez
- Dalia Xiuhcoatl como Nah-Lin
- Emiliano Zurita como Enrique Sánchez Monasterio
- Paco Tous como Bernardo / Mudo
- Rodolfo Sancho como Gobernador Pedro Victoria (Episodio 1 - Episodio 7)

con la colaboración especial de
- Cristo Fernández como Zorro (Episodio 1 - Episodio 2)
- Luis Tosar como Alejandro de la Vega (Episodio 1 - Episodio 2; Episodio 9)
- Francisco Reyes como Vanderveen (Episodio 3 - Episodio 4; Episodio 6; Episodio 9 - Episodio 10)
- Cecilia Suárez como Guadalupe Montoro (Episodio 3; Episodio 7 - Episodio 10)

### Secundario
- Fele Martínez como Don Antonio
- Cuauhtli Jiménez como Cuervo Nocturno
- Elia Galera como Lucía Márquez
- Andrés Almeida como Tadeo Márquez
- Peter Vives como Janus Carter
- Chacha Huang como Mei
- Ana Layevska como Irina Ivanova
- Joel Bosqued como Samael / Alejandro Montoro
- Estibalitz Ruiz como Carmen de la Madrid
- Christian Vázquez como Ramírez
- Joe Manjón como Zeck
- Oleg Kricunova como Andreyevich
- Mireia Mambo como Harriet Jones
- Carlos Wu como Tchang
- Toni Zenet como Doctor Ros
- Alosian Vivancos como Francisco de la Madrid

### Recurrente
- Gonzalo Ramírez como Doble especialista Zorro (Episodio 1 - Episodio 10)
- Yany Prado como Doctora Kohl (Episodio 2 - Episodio 3; Episodio 5 - Episodio 7)
- Eva Camacho como Margarita (Episodio 2; Episodio 5; Episodio 8 - Episodio 9)
- JK Manozca como ? (Episodio 2; Episodio 4 - Episodio 5)
- Nacho Rodríguez como Met-Ha-My-Whan (Episodio 5 - Episodio 7)

## Capítulos
| N.º | Título                                     | Dirigido por                       | Escrito por    | Fecha de estreno en España | Fecha de estreno en Estados Unidos y Latinoamérica |
| --- | ------------------------------------------ | ---------------------------------- | -------------- | -------------------------- | -------------------------------------------------- |
| 1   | «El elegido»                               | Javier Quintas                     | Carlos Portela | 25 de enero de 2024        | 19 de enero de 2024                                |
| 2   | «Herencia»                                 | Javier Quintas                     | Carlos Portela | 25 de enero de 2024        | 19 de enero de 2024                                |
| 3   | «La apuesta»                               | Jorge Saavedra                     | Carlos Portela | 25 de enero de 2024        | 19 de enero de 2024                                |
| 4   | «Venganza»                                 | Jorge Saavedra                     | Carlos Portela | 25 de enero de 2024        | 19 de enero de 2024                                |
| 5   | «La ejecución»                             | Javier Quintas                     | Carlos Portela | 25 de enero de 2024        | 19 de enero de 2024                                |
| 6   | «Juego de máscaras»                        | Javier Quintas                     | Carlos Portela | 25 de enero de 2024        | 19 de enero de 2024                                |
| 7   | «El mito»                                  | Jorge Saavedra                     | Carlos Portela | 25 de enero de 2024        | 19 de enero de 2024                                |
| 8   | «La boda»                                  | Jorge Saavedra                     | Carlos Portela | 25 de enero de 2024        | 19 de enero de 2024                                |
| 9   | «Desenmascarado»                           | Javier Quintas y José Luis Alegría | Carlos Portela | 25 de enero de 2024        | 19 de enero de 2024                                |
| 10  | «El baile de las tres máscaras funerarias» | Javier Quintas                     | Carlos Portela | 25 de enero de 2024        | 19 de enero de 2024                                |

## Producción
El 28 de enero de 2021, durante una presentación de sus futuros proyectos, la productora Secuoya Studios anunció que habían adquirido los derechos para desarrollar una nueva serie basada en el personaje de El Zorro, originalmente creado por Johnston McCulley, la cual dijeron que estaría "adaptada a los nuevos tiempos". En mayo de 2022, se anunció que Prime Video había adquirido la serie, y que Miguel Bernardeau encarnaría al personaje de El Zorro en la nueva serie.
El rodaje de la serie se inició el 25 de julio de 2022 en diferentes localizaciones de las Islas Canarias, entre las que se incluyen Las Palmas de Gran Canaria, Arucas, Gáldar, San Bartolomé de Tirajana, Telde, el espacio natural protegido del Nublo, la Caldera de Tejeda, y el parque temático Sioux City. Dicho rodaje concluyó en febrero de 2023.

## Lanzamiento y marketing
En julio de 2023, Prime Video sacó la primera imagen de Zorro y anunció que se estrenaría en algún punto de la primera mitad de 2024. En noviembre de 2023, Prime Video sacó el póster de la serie y programó su estreno en la plataforma en España, Portugal y Andorra para el 25 de enero de 2024. También se programó su estreno en Estados Unidos y Latinoamérica para el 19 de enero de 2024, seis días antes del estreno en España.
En agosto de 2023, TVE anunció que había adquirido los derechos de la serie para su emisión en televisión tradicional, la cual tendría lugar después de su estreno en Prime Video. El 22 de enero de 2024, TVE anunció que la serie se empezaría a emitir en La 1 el 28 de enero de 2024, tan solo tres días después de su estreno en Prime Video en España.

## Recepción
Zorro ha recibido críticas mixtas a positivas por parte de los críticos españoles. Adrián Ruiz de Vertele elogió la actuación de Miguel Bernardeau como El Zorro, explicando que el actor "defiende [el personaje] con solvencia y al que logra aportarle cierta frescura y otros matices, ligados a su juventud" y también defendiendo el trabajo de Paco Tous como "brillante", además de apreciar cómo la rivalidad entre los personajes de Diego de la Vega y Nah-Lin "[convierte] una cuestionada decisión de casting [...] en un interesante ejercicio de honestidad que beneficia al propio relato y se erige como uno de los principales atractivos de la historia" y que la serie "hace alarde de su gran presupuesto en la gran factura visual", aunque también citó que "da la impresión de que las tramas se desarrollan prácticamente en el mismo escenario" y criticó el diseño de sonido, diciendo que sus diálogos siempre en primer plano "descolocan y apuntan a un abuso de ADR", concluyendo que la serie "ofrece una versión revitalizada y entretenida del clásico cinematográfico que, con una voluntad clara de dirigirse a un público generalista y familiar, se termina quedando a medio gas". Jose_Ro de Los Lunes Seriéfilos escribió que la banda sonora de la serie "[consigue] hacer el filme más expresivo y vívido" y que cuenta con un "gran diseño de escenarios y planos", además de elogiar las actuaciones, en especial las de Tous y Emiliano Zurita, aunque criticó los efectos digitales diciendo que "hacen ver a la serie atrasada respecto a los niveles actuales" y lamentó en especial sus "chistes "simplones, únicamente destinado a un público más joven, o encuentros banales entre personajes"
Fuera de España, las críticas fueron igualmente mixtas a positivas. Marcelo Stiletano del medio argentino La Nación lamentó que la serie "quiere ser demasiadas cosas al mismo tiempo" y que "en principio, nunca niega su intención de respetar las tradiciones de la serie y el legado fundacional de Johnston McCulley [...] también quiere ser moderno, si entendemos por modernidad la incorporación a la trama de ciertas cuestiones que el modelo imperante en materia de corrección política dice que no pueden faltar" y que sus ambiciones de tener ambos mundo "equivale a la pretensión de abarcar varias dimensiones narrativas y dramáticas al mismo tiempo", además de decir que "confía demasiado en una puesta en escena que convierte muchas veces lo accesorio en principal" y describir su uso de su banda sonora como "desafortunado", aunque elogío que la serie "conserva en todo momento una razonable intriga y algunos personajes suman genuino misterio" y citó a Bernardeau como "el punto más alto de la serie". André Didyme-Dôme de la edición colombiana de Rolling Stone le dio a la serie tres estrellas de cinco, escribiendo que "al principio, la cosa se ve muy camp [...] evoca más a Zorro, the Gay Blade [...] que a las cintas inmortales protagonizadas por Douglas Fairbanks, Tyrone Power o Antonio Banderas", pero también dijo que "luego, las cosas van tomando su rumbo, para transformarse en una versión algo superior a El Zorro: la espada y la rosa", además de decir que Bernardeau "posee algo del carisma de Guy Williams" y concluir que la serie funciona "más que todo como un placer culposo o como serie obligada para los fanáticos acérrimos del personaje" y que "aunque no llega a ser [la] mejor [versión del personaje], tampoco se debe descartar del todo." Álvaro Cueva del diario mexicano Milenio escribió que los creadores de la serie "le dieron al clavo porque, sin traicionar [la] esencia [del personaje], la llevan exactamente a donde se tiene que llevar hoy" y que "hay muchas muy afortunadas sorpresas", además de elogiar el reparto y destacar "la combinación de nacionalidades y trayectorias [...] y todo se ve orgánico", concluyendo que "si lo suyo, como lo mío, son las series de aventuras, las producciones españolas y el cine mexicano, luche con todas sus fuerzas por ver [la serie]" John Serba del portal estadounidense Decider le dio a la serie un veredicto de "Stream It", diciendo que aunque estuvo "un poco decepcionado de que esta supuesta 'valiente reinvención' del Zorro no haya puesto a una mujer en el papel", describió a la serie como "ágil y llena hasta las trancas de acción, romance y drama de medio pelo" y a su presentación visual como "inspirada, rebosando de color y vivas imágenes en vestuario y ambientación", diciendo que "esta adictiva y entretenida Zorro tiene el aspecto grande de pantalla ancha de la televisión de prestigio de la nueva era, pero es de corazón una a la vieja usanza" y concluyendo que es "un bienvenido regreso a un clásico personaje".